# Kuantan
Kuantan (كوانتن, 关丹) est la capitale de l'État du Pahang, en Malaisie péninsulaire.  La ville est située à proximité de l'embouchure de la rivière Kuantan, au bord de Mer de Chine. La ville est placée à mi-chemin entre Singapour et Kota Bharu. La population est estimée à 568 000 habitants. La population est à 57 % d'origine malaise, à 32 % chinoise, à 10 % indienne.

## Histoire
Kuantan semble avoir été fondée dans les années 1850. Le nom de "Kuantan" est notamment mentionné par le voyageur Abdullah bin Abdul Kadir (Munshi Abdullah) vers 1851.

## Économie
La ville a connu un développement économique particulier au XXe siècle., notamment grâce au commerce et au tourisme dans les sites balnéaires de Teluk Cempedak, Batu Hitam, Balok, Chenor, Pantai Sepat, Beserah, et Cherating (Club Med).
La ville est desservie par l'aéroport de Kuantan-Sultan Haji Ahmad Shah.

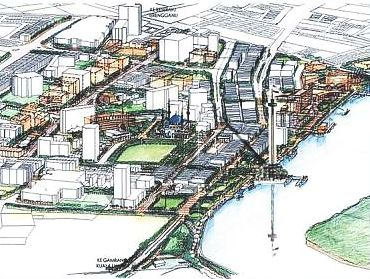
Projet de développement de la ville